# Chowd (Stadt)
Chowd (mongolisch Ховд; in älteren Quellen auch Kobdo) ist eine Stadt in der Mongolei und Hauptstadt der gleichnamigen Provinz.

## Geographie
Chowd liegt am Fuß des Altaigebirges und hat etwa 30.000 Einwohner (Stand 2006). Am Rand der Stadt fließt der Fluss Bujant Gol.
Die Stadt Chowd ist das Verwaltungszentrum des gleichnamigen Aimags.

## Verkehr
Der Flughafen von Chowd (ZMKD/HVD) verfügt über zwei Landebahnen (eine befestigt) und wird mit regelmäßigen Flügen von und nach Ulaanbaatar von Aero Mongolia bedient.

## Kultur
In Chowd gibt es ein großes Theater, ein Museum, einen Kinderpalast und ein Stadion. Das Theater wurde im Frühjahr 2006 renoviert. In ihm werden neben kleineren Konzerten von Lokalkünstlern auch Dramen und Opern aufgeführt und manchmal Filme gezeigt. Die Künstler kommen meist aus Ulaanbaatar. Im Museum werden Nationaltrachten, Silbersachen, Porzellangegenstände, Steinsachen, Edelsteine und Pferdekopfgeigen ausgestellt. Kürzlich wurde der Kinderpalast gebaut. Hier gibt es viele Freizeitangebote, z. B. Tanz- und Gesangsunterricht und eine Galerie. Außerdem verfügt er über einen Hochzeitssaal. Im Sommer wird im Stadion „Naadam“, der mongolische Nationalfeiertag gefeiert, wobei u. a. Bogenschießen, Pferderennen und Ringen dargeboten werden.

### Sport
Der örtliche Fußballverein Chowd FC spielt aktuell in der höchsten Spielklasse des Landes: der National Premier League.

## Bildung
Es gibt zehn Kindergärten, in denen Kinder im Alter von zwei bis sechs Jahren erzogen und betreut werden. Die Schulpflicht betrug bis im Jahre 2007 zehn Jahre. Seit 2008 beträgt diese elf Jahre. Nach der obligatorischen Schulzeit können die Schüler ihr Abitur machen.
Es gibt zwei Universitäten in der Stadt. Die Landwirtschaftliche Universität und die Chowd Universität. Die Chowd Universität wurde 1979 als Zweig der Mongolischen Staatsuniversität gegründet, ist aber seit 2004 unabhängig. An ihr gibt es elf Fakultäten: Physik, Fremdsprachen, Buchhaltung, Mathematik, Physiologie, Chemie, Biologie, Mongolisch, Sport, Soziologie, Darstellende Kunst. An der Chowd Universität studieren ungefähr 1800 Studentinnen und Studenten, die aus allen Aimags der Westmongolei (Uws, Gobi-Altai, Bayn-Ölgie, Zawhan) und aus der Volksrepublik Tuva (zu Russland zugehörig) kommen. Sie verfügt zudem über zwei Studentenwohnheime, in denen ungefähr 500 Studierende wohnen. Die Universität Chowd verfügt über zwei Bibliothekssäle und eine Zentralbibliothek. In ihr befindet sich die amerikanische Bibliothek, welche Teil des „American Centre“ ist.
Außerdem gibt es im Stadtgebiet eine Kinderbibliothek im „Kinderpalast“ und eine deutschsprachige „Schweizer Bibliothek“.

## Wirtschaft
In Chowd arbeiten viele Leute in Einzelwirtschaft. Sie züchten Vieh oder bauen Gemüse an. Die Milchprodukte und das Gemüse werden auf dem Markt verkauft. 
Chowd ist auch bekannt für seine kleinen Wassermelonen und die Zuckermelonen, die im Buyant-sum angebaut werden. 
Weitere Arbeitsplätze bieten Schulen, Kindergärten, Banken, die Universität, das Krankenhaus und die Regierung. Es arbeiten auch viele internationale Organisationen in Chowd; UNDP, UNFDP, WWF und DEZA haben Zweigstellen in Chowd.
Einkaufsmöglichkeiten bieten sich u. a. auf dem Markt, auf dem nahezu alles erworben werden kann, in der Filiale der Kette „Nomin“ oder bei zahlreichen Einzelhändlern.
Mobicom, eine der beiden Handyanbieter, hat eine Filiale in Chowd.

## Klimatabelle
|                       | Jan   | Feb   | Mär   | Apr  | Mai  | Jun  | Jul  | Aug  | Sep  | Okt  | Nov   | Dez   |   |      |
| Mittl. Tagesmax. (°C) | −16,3 | −12,0 | 0,3   | 11,1 | 19,1 | 23,8 | 24,7 | 23,4 | 17,7 | 9,0  | −2,3  | −12,9 | ⌀ | 7,2  |
| Mittl. Tagesmin. (°C) | −29,9 | −27,1 | −14,7 | −3,5 | 4,6  | 10,3 | 12,3 | 10,0 | 3,9  | −4,7 | −15,7 | −25,6 | ⌀ | −6,6 |
|                       |       |       |       |      |      |      |      |      |      |      |       |       |   |      |
| Niederschlag (mm)     | 1     | 1     | 2     | 6    | 10   | 27   | 35   | 23   | 11   | 5    | 2     | 2     | Σ | 125  |
|                       |       |       |       |      |      |      |      |      |      |      |       |       |   |      |
| Sonnenstunden (h/d)   | 5,5   | 6,9   | 8,2   | 8,9  | 9,7  | 10,0 | 9,7  | 9,6  | 9,0  | 7,4  | 6,0   | 4,9   | ⌀ | 8    |
|                       |       |       |       |      |      |      |      |      |      |      |       |       |   |      |
| Luftfeuchtigkeit (%)  | 73    | 70    | 52    | 39   | 40   | 42   | 47   | 50   | 47   | 50   | 59    | 71    | ⌀ | 53,3 |

| −29,9 |

| −27,1 |

| −14,7 |

| −3,5 |

| 4,6 |

| 10,3 |

| 12,3 |

| 10,0 |

| 3,9 |

| −4,7 |

| −15,7 |

| −25,6 |

| −29,9 |

| −27,1 |

| −14,7 |

| −3,5 |

| 4,6 |

| 10,3 |

| 12,3 |

| 10,0 |

| 3,9 |

| −4,7 |

| −15,7 |

| −25,6 |